# Falkenhof (Lindlar)
Die Hofschaft Falkenhof ist ein Ortsteil der Gemeinde Lindlar, Oberbergischen Kreis im Regierungsbezirk Köln in Nordrhein-Westfalen (Deutschland).

## Lage und Beschreibung
Falkenhof liegt westlich von Lindlar an der Kreisstraße K24. Die Ortschaft gliederte sich früher in zwei Hofschaften; Hinterfalkenhof und Vorderfalkenhof, wobei Hinterfalkenhof etwas westlicher und separat, Vorderfalkenhof nun innerhalb einer Siedlung, liegt. Die stark bebaute Siedlung schließt nahtlos an den Ortskern an. Weitere Nachbarorte sind Merlenbach, Krähenhof, Lingenbach und Schätzmühle von denen heute auch einige mit dem Lindlarer Ortskern verwachsen sind.
Nördlich von Falkenhof erhebt sich mit 279,0 m der Berg Falkemich.

## Geschichte
Die Marienkapelle, das "Frauenhäuschen" genannt, ist seit dem Jahre 1490 nachweisbar und eingetragenes Baudenkmal der Gemeinde Lindlar.
Nördlich und nordöstlich vom Falkenhof verlief die Trasse der ehemaligen Bahnstrecke Köln–Lindlar (im Volksmund: Sülztalbahn).
Neben dem als Falkenhof bezeichneten Hof gibt es ferner die Siedlung Falkenhof. Deren Bebauung begann nach dem Zweiten Weltkrieg. Im Jahre 2002 wurde ferner ein weiteres Baugebiet, südlich der Durchgangsstraße, erschlossen. Dies führte auch zum Bau der Gemeinschaftsgrundschule Lindlar-West.

## Busverbindungen
Haltestelle Falkenhof:
- 401 Industriegebiet Klause – Lindlar – Waldbruch – Schmitzhöhe – Hommerich – Kürten Schulzentrum (KWS, an Schultagen eine Fahrt)
- 421 Lindlar – Immekeppel – Moitzfeld – Bensberg (RVK, Mo–Sa stündlich, feiertags 120-min-Takt. Kein Abend- und Nachtverkehr)

## Wanderwege
Der 11 km lange Rundwanderweg Sülzbahnsteig (Zeichen: Dampflok) führt durch die Ortslage, vorbei am Berg Falkemich, über die ehemalige Eisenbahntrasse nach Scheurenhof und über Waldbruch und Kemmerich zurück.

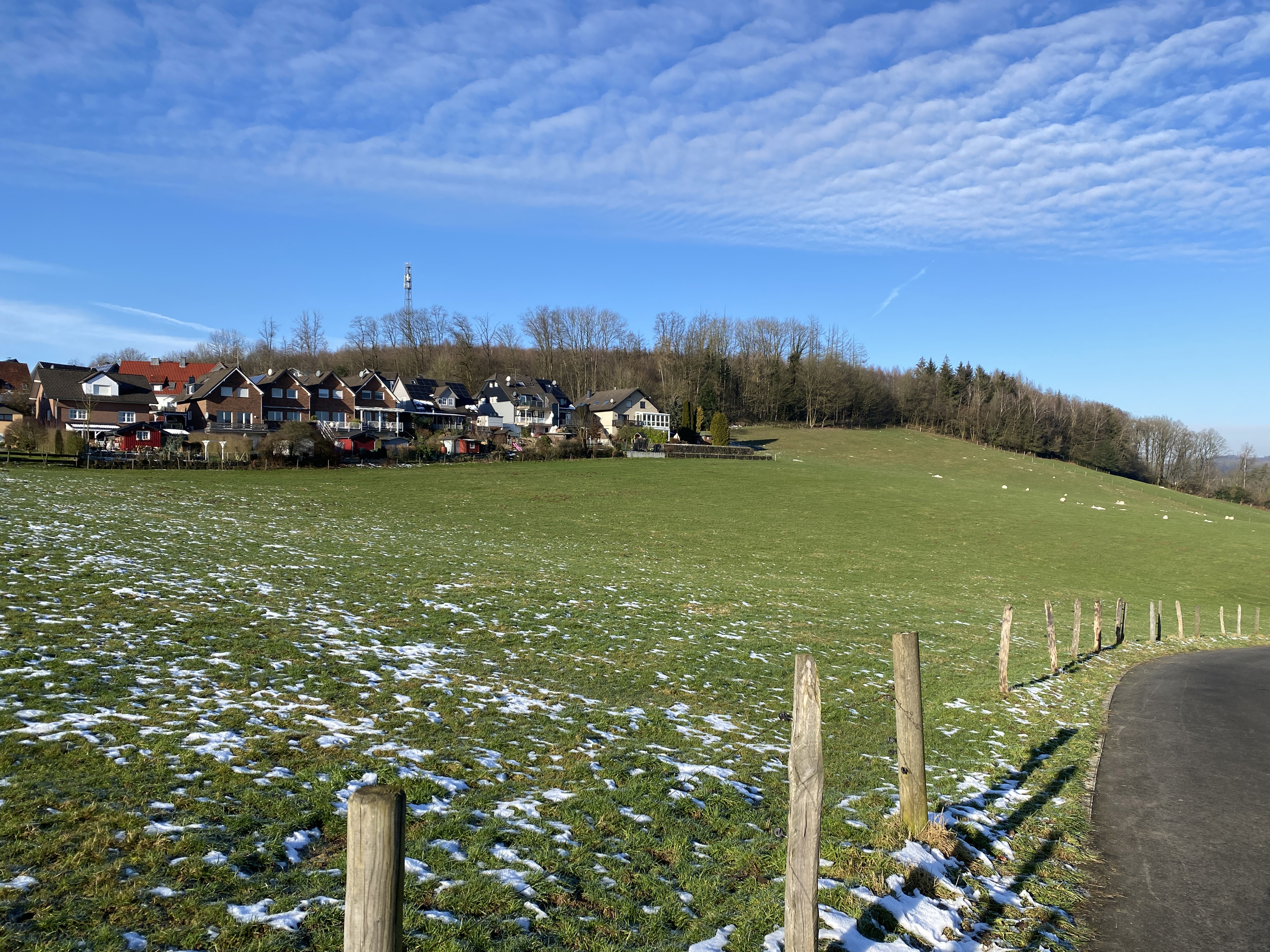
Blick von der Sülzbahntrasse auf Ortslage Falkenhof am Berg Falkemich
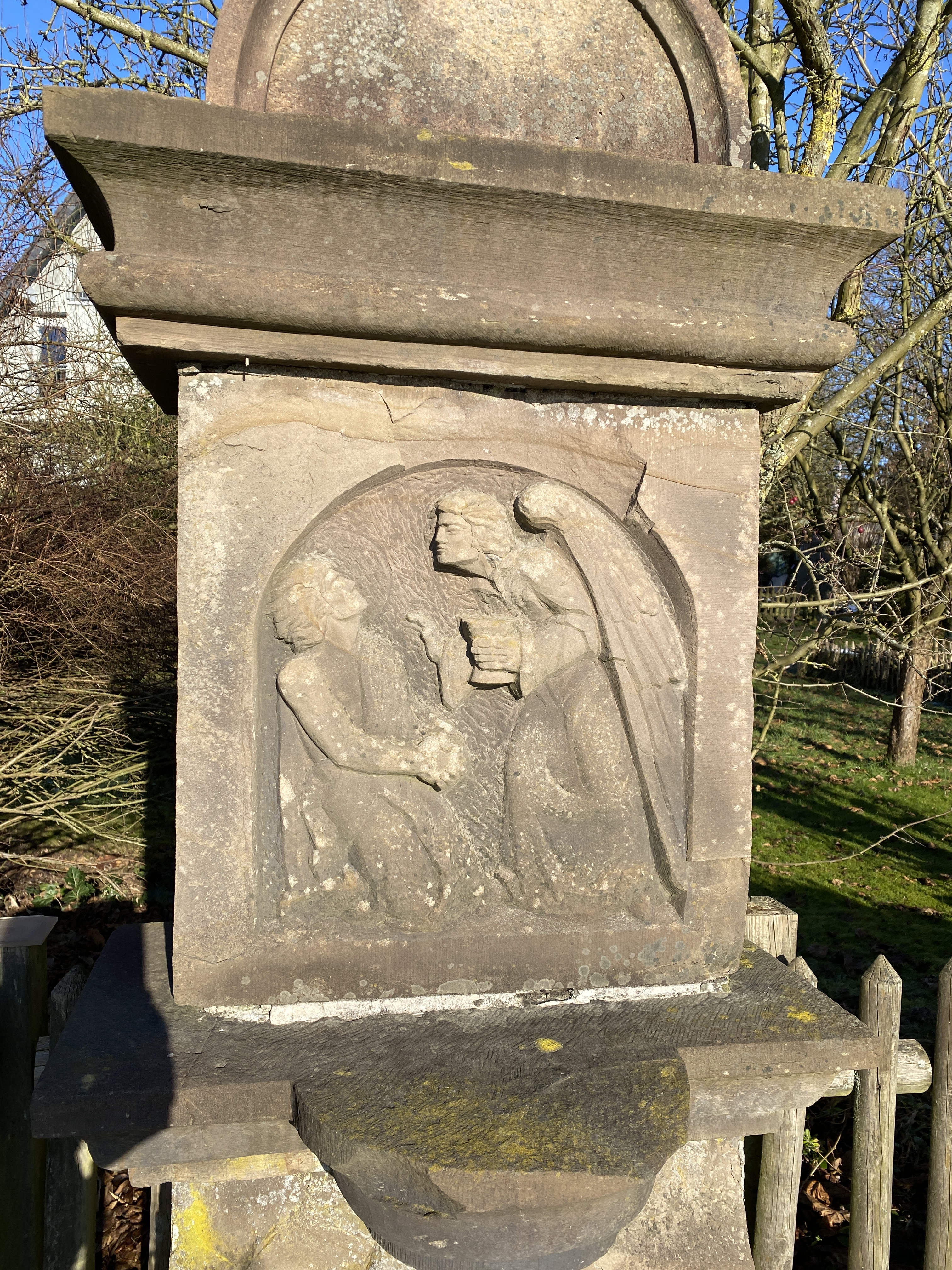
Baudenkmal Kreuzwegestation II Rheinstraße/Eibenweg